# W31
W31 foi uma linha de ogivas nucleares de fissão dos Estados Unidos da América, foram usadas nas bombas canadenses/americanas MGR-1 Honest John, ele foi produzido a partir de 1959, os últimos foram aposentados em 1989.

## Usos
- MIM-14 Nike Hercules

As ogivas W31 foram usadas no Nike Hercules com rendimentos de 2, 10 e 30 quilotons de TNT.
- MGR-1 Honest John

As ogivas W31 foram usadas no Honest John com rendimentos de 2, 20 e 40 quilotons de TNT.

Entre 1960 e 1965, a W31 Mod 1 foi armazenada como munição de demolição atômica. Supostamente, quatro dos cinco rendimentos da W31 armazenada foram usados na versão ADM da arma, ou seja, quatro de 1, 2, 12, 20 ou 40 quilotoneladas de TNT (4,2, 8,4, 50,2, 83,7 ou 167,4 TJ). Foram produzidas 300 armas.